# 교육 병원
교육 병원 (teaching hospital) 또는 수련 병원은 미래 및 현재의 의료 전문가에게 의학 교육 및 훈련을 제공하는 병원 또는 의료 센터이다. 교육병원은 거의 항상 하나 이상의 대학과 제휴하고 있으며 의과대학과 같은 위치에 있는 경우가 많다.
수련 병원에서는 레지던시 프로그램을 사용하여 의무박사(MD), DPM, DDS, DMD, PharmD, DO, BDS, BDent, MBBS, MBChB 또는 BMed 학위를 취득한 후 훈련을 받는 자격을 갖춘 의사, 족부 전문의(podiatrist), 치과의사, 약사를 교육한다. 수련병원이나 진료소에 다니는 사람들은 주치의(attending physician)나 전문의(consultant)와 같이 해당 전문 분야에 등록된 선임 의료 임상의의 직간접적인 감독 하에 의료 행위를 하게 된다. 이러한 레지던트 프로그램의 목적은 새로운 의사가 감독과 교육을 모두 제공하는 의사의 감독을 받는 안전한 환경에서 의료 행위를 배울 수 있는 환경을 조성하는 것이다.

## 같이 보기
- 대학 병원
- 분류:대한민국의 교육 병원